# Aznom Palladium
Aznom Palladium – samochód osobowy typu pickup klasy luksusowej wyprodukowany przez włoskie przedsiębiorstwo Aznom w 2020 roku.

## Historia i opis modelu
Włoskie przedsiębiorstwo Aznom we wrześniu 2020 roku zapowiedziało premierę pierwszego samochodu skonstruowanego pod własną marką w postaci tzw. hiper-limuzyny pod nazwą Palladium. Oficjalna premiera samochodu odbyła się w internecie w listopadzie 2020 roku, przyjmując nietypową postać dużego luksusowego pickupa utrzymanego w formie awangardowo stylizowanej limuzyny. Za bazę posłużył pełnowymiarowy Ram 1500, wobec którego Aznom Palladium przeszedł głębokie zmiany wizualne.
Samochód utrzymano w dwukolorowej tonacji nadwozia, z dominującym granatowym lakierem wzbogaconym biało-kremowymi detalami jak 22-calowe alufelgi, obudowa atrapy chłodnicy czy listwy w bocznej oraz tylnej części karoserii. 
Pas przedni zdominował rozległy, prostokątny wlot powietrza oraz wąskie reflektory wykonane w technologii LED, z kolei linia dachu została płynnie pociągnięta ku tylnej krawędzi nadwozia z pojedynczym pasem lamp oraz wysuwaną szufladą dającą dostęp do przedziału bagażowego. W kabinie pasażerskiej zdominowała granatowo-biała skóra w odcieniu nadwozia, a największe zmiany przeszedł drugi rząd siedzeń - znalazły się tam dwa niezależne fotele wysunięte za linią drzwi.

### Sprzedaż
Aznom zbudował w 2020 roku model Palladium jako krótkoseryjną linię ograniczoną do 10 egzemplarzy, nie ujawniając ceny w momencie prezentacji. Pojazd skierowano do globalnych odbiorców.

### Silnik
- V8 5.7l 710 KM